# Periphragella antarctica
Periphragella antarctica är en svampdjursart som beskrevs av Janussen, Tabachnick och Tendal 2004. Periphragella antarctica ingår i släktet Periphragella och familjen Euretidae. Inga underarter finns listade i Catalogue of Life.